# Trash (non si butta via niente)
Trash (non si butta via niente) è stato un varietà televisivo italiano trasmesso in prima serata su Rai 1 il 24 e 31 gennaio 2004, ideato e condotto da Enrico Montesano. 

## Il programma
Il programma segna il ritorno in tv di Enrico Montesano a quasi sette anni di distanza dal travagliato Fantastico Enrico del 1997. Lo show comico-satirico è ispirato in gran parte al medesimo spettacolo teatrale portato in scena dall'attore negli anni precedenti, da cui prende il titolo (il termine trash in italiano equivale alla parola spazzatura, qui usato come provocatorio riferimento ad una decadenza sociale e culturale del Paese).
Nello studio è allestita una vasta discarica che campeggia sullo sfondo, fatta di rifiuti, scarti e oggetti obsoleti. Questi elementi scenici sono spesso usati come pretesto per i monologhi del comico romano e avvolgono l'Ecological Jazz Band, diretta da Marco Zurzolo.
A completare la trasmissione ci sono le performance dell'Ensemble del coreografo belga Micha van Hoecke e la presenza di ospiti, ai quali Montesano regala simbolicamente una poesia (come voluto contrasto rispetto alla presunta volgarità dell'intrattenimento televisivo dell'epoca, definito trash, per l'appunto) che declama al termine della loro partecipazione. 
Il varietà, composto da due puntate-evento, viene trasmesso al sabato sera, in sfida diretta con Barbecue, spettacolo della compagnia del Bagaglino in onda sulla concorrente Canale 5. 

## Puntate
| Puntata | Messa in onda   | Ospiti | Ascolti        | Ascolti     | Ascolti        | Ascolti       | Fonte |
| Puntata | Messa in onda   | Ospiti | Prima parte    | Prima parte | Seconda parte  | Seconda parte | Fonte |
| Puntata | Messa in onda   | Ospiti | Telespettatori | Share       | Telespettatori | Share         | Fonte |
| ------- | --------------- | --- | -------------- | ----------- | -------------- | ------------- | ----- |
| 1       | 24 gennaio 2004 | Nancy Brilli, Nino D'Angelo, Tiziano Ferro, Renato Pozzetto, Tanja Romano, Gabriele Villa, Nazionale Italiana di Pattinaggio Artistico                        | 6 559 000      | 26,69%      | 5 302 000      | 32,46%        | [ 2 ] |
| 2       | 31 gennaio 2004 | Barbara D'Urso, Gabriella Ferri, Richard Galliano, Luciano Gaucci, Le Vibrazioni, Mino Reitano, Laura Zacchilli e la Nazionale Italiana di Ginnastica Ritmica | 5 624 000      | 23,33%      | 4 237 000      | 27,69%        | [ 3 ] |
| Media   | Media           | Media | 6 091 000      | 25,00%      | 4 769 000      | 30,07%        |       |